# Thanh Đàm Minh Chính
Thanh Đàm Minh Chính (ngày 7 tháng 6 năm 1786 – ngày 24 tháng 1 năm 1848) là một Thiền sư, cao tăng Việt Nam đời nhà Nguyễn, thuộc thế hệ thứ 37 tông Tào Động. Ông là đệ tử nối pháp của Thiền sư Khoan Dực Phổ Chiếu (cũng được gọi là Đạo Nguyên Thanh Lãng) và từng có thời gian làm chức Tăng cương dưới triều đình nhà Nguyễn. Ông có để lại hai tác phẩm nổi tiếng là Pháp Hoa Đề Cương và Bát Nhã Trực Giải – nhằm luận giải về tư tưởng của Kinh Diệu Pháp Liên Hoa và Kinh Bát-nhã-ba-la-mật-đa. Đây được coi là một điểm sáng của Phật giáo Việt Nam vì số lượng các tác phẩm luận giải về Kinh điển trong lịch sử Phật giáo Việt Nam khá hiếm hoi và hầu như chưa thấy tác phẩm nào nói về hai bản kinh trên trước thời của ông. Theo nhận xét của Hội Phật giáo Bắc Kỳ trong bài tựa khắc Bát Nhã Trực Giải thì Thiền sư Thanh Đàm là người Việt Nam đầu tiên luận giải về Kinh Bát Nhã. 

## Tiểu sử
Thiền sư Thanh Đàm tên khai sinh là Nguyễn Đình Trị, sinh ngày 7 tháng 6 năm 1786 trong một gia đình nông dân có 6 người con, quê ở thôn Lân Liêu, xã Phú Kim, huyện Nam Trực, phủ Thiên Trường (nay là xã Nam Lợi, huyện Nam Trực, tỉnh Nam Định).
Theo sách Thiền Sư Việt Nam của Hoà thượng Thích Thanh Từ, ông xuất gia năm 1807 (hoặc năm 1804 theo bài "Thiền sư Thanh Đàm chùa Bích Động" đăng trên Tạp Chí Nghiên Cứu Phật Học của tác giả Nguyễn Đại Đồng ngày 6 tháng 2 năm 2020) với Thiền sư Đạo Nguyên Thanh Lãng (đời thứ 36 tông Tào Động) – trụ trì Thiền viện Nguyệt Quang – một ngôi chùa vốn thuộc phái Chân Nguyên của tông Lâm Tế. Sau khi xuất gia, ông luôn luôn tinh cần học đạo và thường xuyên đến tham vấn Thiền lý với Đạo Nguyên. Sử sách Phật giáo cũng ghi lại một số đoạn vấn đáp giữa ông với thầy như sau:
Một hôm ông đến tham vấn và hỏi: "Tâm không phải ở trong thân, cũng không phải ở ngoài thân, cũng không phải ở chặng giữa, vậy rốt cuộc tâm ở chỗ nào?" Thiền sư Đạo Nguyên cười, xoa đầu ông và nói bài kệ:
Phiên âm
Tùy thời ứng dụng,
Ngộ vật kiến cơ,
Tánh bản như như,
Hà quan nội ngoại.
Dịch nghĩa
Theo thời ứng dụng,
Gặp vật thấy cơ,
Tánh vốn như như,
Nào ngại trong ngoài.
Năm 1810 (hoặc năm 1806 theo Nguyễn Đại Đồng), ông thọ giới Cụ túc với Bản sư Đạo Nguyên Thanh Lãng là Hòa thượng Đàn Đầu và được trao bài kệ truyền pháp:
Phiên âm
Quang phóng mi gian vô đạo Phật,
Vân sinh túc hạ vị ngôn tiên.
Nhiêu quân bảo dưỡng ngưu nhi tráng,
Triêu tịch thục canh bỉ thốn điền.
Dịch nghĩa
Quang phóng giữa mày không phải Phật,
Dưới chân mây trắng chẳng là Tiên.
Bảo ông nuôi dưỡng trâu cường tráng,
Hôm sớm cày sâu mảnh ruộng nhà.
Năm 1820, ông đến làng Yên Liêu Thượng, xã Khánh Thịnh, huyện Yên Mô, tỉnh Ninh Bình và thấy có một ngôi chùa đổ nát nằm bên dòng sông Ban. Thiền sư Thanh Đàm đã không quản nắng mưa sửa sang lại chùa và đặt tên là Phượng Ban tự. Tháng 8 cùng năm, Thiền sư Thanh Đàm soạn xong quyển Pháp Hoa Đề Cương tại Chùa Liêm Khê.
Năm Minh Mạng thứ 6 (1835), ông vào Phú Xuân dự thi khóa sát hạch do triều đình tổ chức và đỗ hạng Ưu, được phong làm Tăng cương và được cấp giới đao độ điệp vào ngày 1 tháng 10 cùng năm.
Năm Kỷ Hợi (1839), ông kế thừa Thiền sư Đạo Nguyên Thanh Lãng trở thành Trưởng môn và là Tổ sư đời thứ 7 của Thiền phái Tào Động tại miền Bắc Việt Nam.
Năm Thiệu Trị thứ 3 (1843), Thiền sư Thanh Đàm viết xong bộ Bát Nhã Trực Giải.
Ngày 24 tháng Giêng năm Mậu Thân (1848), ông thị tịch tại chùa Liêm Khê, thọ 63 tuổi. Đệ tử làm lễ trà tỳ, thu xá lợi và sau đó rước về nhập tháp tại chùa Phượng Ban vào ngày 8 tháng 4 năm Giáp Dần (1854). Long vị trong tháp đề là: "Nam mô Tịnh Diệu tháp, Tào Động môn nhân thiệu đăng tự tổ, khâm mông phụng ban Giới đao Độ điệp Sa môn Thanh Đàm Tỷ Khiêu Giác Đạo Tuân Minh Chính Hòa Thượng Hoằng Quang Bồ tát".

## Pháp Hoa Đề Cương
Pháp Hoa Đề Cương là tác phẩm đầu tiên trong hai tác phẩm Phật giáo nổi tiếng của Thiền sư Thanh Đàm, được hoàn thành vào tháng 8 năm Gia Long thứ 18 (1820). Thiền sư Thanh Đàm có nhờ huynh đệ đồng môn là sư Thanh Nguyên Minh Nam viết bài tựa cho tác phẩm kể trên. Đến đầu thế kỷ 20, Hoà thượng Thích Thanh Hanh cho khắc ván bộ Pháp Hoa Đề Cương tại Chùa Vĩnh Nghiêm và hoàn toàn vào ngày 10 tháng 4 năm Bảo Đại thứ 9 (1933), lưu giữ bản khắc tại chùa Bích Động, Ninh Bình.
Nói về ý nghĩa của Kinh Diệu Pháp Liên Hoa, Thiền sư Thanh Đàm giải thích, hai chữ "Diệu Pháp" là chỉ cho pháp chân thật. Pháp tức là tâm xưa nay trong sạch. Tâm ấy, xưa nay không sanh không diệt, chẳng sạch chẳng nhơ, chẳng thêm chẳng bớt. Ở phiền não mà chẳng loạn động, trụ trần lao mà không nhiễm ô. Lại tâm này, là bản nguyên của chư Phật, là Phật tánh của chúng sanh. Tròn đồng thái hư, lớn không bờ mé. Linh linh lặng lặng, phô xưa bày nay. Trạm trạm lóng trong, tức không tức sắc. Không thể dùng tâm thức suy lường mà biết được. Đức Thế Tôn, vì muốn đem một việc lớn, “Tâm này” trao phó cho hàng Bồ-tát, gây tâm nhân địa, làm gốc tu nhân. Nhiên hậu, có thể thành tựu quả địa tu chứng, nên nói rằng Diệu Pháp. Nên biết, tâm này trong các kinh đều khai thị nó trước nhất. Phương tiện đặt tên, mỗi chỗ chẳng đồng. Như Tâm Kinh Bát-nhã thì “Tâm Kinh Bát-nhã Ba-la-mật-đa”. Lại bảo “Bồ-tát Quán Tự Tại”. Cũng nói “Chân thật chẳng hư”. Kinh Tịnh Danh nói “Pháp môn Bất nhị”. Hoặc là “Chẳng nghĩ bàn”. Kinh Kim Cương dạy “Như thế sanh tâm thanh tịnh”. Lại dạy “Nên không chỗ trụ mà sanh tâm ấy”. Kinh Hoa Nghiêm nói “Biển tánh Tỳ-lô”. Lại nói “Trí Căn bản”. Kinh Lăng Già cho rằng “Tự giác thánh trí”. Kinh Lăng Nghiêm chỉ “Diệu minh nguyên tinh”... Như thế bao nhiêu thứ danh hiệu, đều tùy dụng mà đặt ra, có vô lượng sự sai khác. Thế nên nói là “Diệu Pháp”. Hai chữ Liên Hoa là thí dụ. Lấy trong sạch chẳng ô nhiễm làm nghĩa. Vì tất cả sự vật trong thế gian, chẳng kham làm dụ cho tâm, nên cưỡng lấy hoa sen để ví cho nó. Bởi loài hoa này sanh trong nước bùn, mà chẳng bị nước bùn làm ô uế. Cũng như tâm ở trong trần lao, mà chẳng bị trần lao làm mê hoặc. Nhưng, tâm không hình tướng, hoa có xanh, vàng. Nhân hoa mà rõ cái thấy, do thấy mới biết hoa. Hoa là sắc tướng vô tình, còn thấy biết chính là chân tâm. Chỉ chẳng vọng sanh phân biệt thì vật ngã tự như như. Kinh là sợi chỉ xâu suốt tâm. Bảy quyển bao hàm hơn sáu muôn lời, đều là những số của tâm. Lấy một sợi chỉ xâu hết lại thành một kinh vậy...
Thiền sư Thanh Đàm có đưa ra một số câu hỏi và trả lời trong Đề Cương Pháp Hoa:
Hỏi: "Tại sao chẳng chỉ thẳng cái thứ nhất là tâm diệu xưa nay, mà lại chỉ cái thứ hai là căn tánh làm nhân tu?" Đáp: "Tâm vốn không hình, cố nhiên là không thể chỉ. Trước đã chẳng nói rồi ư? Phàm có nói năng biểu thị đều chẳng thể được. Nhưng tâm tuy không hình mà tùy chỗ ứng dụng của căn có dấu vết. Có dấu vết, thì có thể chỉ ra, khiến từ dấu vết của ứng dụng, nhân ánh sáng mà tự thấy đầu nguồn tâm."
Bên cạnh đó, ông cũng đặt ra ba công án làm tham khảo giúp người tu Thiền tham cứu nghi tình, đại nghi đại ngộ:
- Vì sao đến lúc sắp nhập Niết Bàn Đức Phật mới truyền trao tâm ấn?
- Tổ Đạt Ma đến Đông Độ truyền pháp, vì sao lại ngồi thiền 9 năm, hay là do cơ duyên chưa chín mùi?
- Lục Tổ sau khi được tâm ấn vì sao lại ẩn tích ở nam Lãnh Dương, chẳng vì người thuyết pháp?[8]

Bài tụng của Thiền sư Thanh Đàm về công án Trưởng giả Thuần-đà trong Kinh Pháp Hoa:
Niêm
Lành thay Thuần Đà! Lành thay Thuần Đà!
Tụng
Thôi nói hay, chẳng nói càn,
Dở hay, tốt xấu, chớ rộn ràng,
Kẻ muốn tìm hay mà lại vụng,
Kia toan bắn sẻ, chẳng biết lang.
Công danh cái thế, sương thu sớm,
Phú quý kinh nhân, giấc mộng tràng,
Chẳng hiểu xưa nay không một vật,
Công phu luống phí dụng tâm can.

## Bát Nhã Trực Giải
Bát Nhã Trực Giải là tác phẩm nổi danh thứ hai của Thiền sư Thanh Đàm, được hoàn thành vào năm Quý Mão (1843), tức năm thứ 3 đời Vua Thiệu Trị. Đến năm Canh Thân (1920), Hòa thượng Thích Thanh Hanh đứng ra chủ trì khắc Bát Nhã Trực Giải tại chùa Vĩnh Nghiêm và trải qua hơn 13 năm mới xong (1933), bản khắc được lưu tại chùa Bích Động. Đến năm 1943, Hội Phật Giáo Bắc Kỳ khắc ván lại một lần nữa.
Ở trong phần lời dẫn tựa Bát Nhã Trực Giải, Hòa thượng Thích Thanh Hanh ca ngợi: "Hòa thượng xuất hiện trong đời, kiến giải vượt kẻ đương thời, danh vang cùng khắp, từ chốn thôn dã đến tận triều ca. Ngài trước tác bộ Trực Giải nầy quả thật không thẹn với cổ nhân." Thông qua lời nhận xét này, ta có thể hiểu được phần nào về ảnh hưởng và đóng góp của Thiền sư Thanh Đàm đối với Phật giáo đương thời. Còn theo Hội Phật Giáo Bắc Kỳ thì Thiền sư là người Việt Nam đầu tiên giải thích Tâm Kinh.
Nội dung của sách gồm 2 phần là Trực giải (giải thích ý nghĩa của tất cả các câu trong Tâm Kinh và giải đáp các câu hỏi liên quan đến Tâm Kinh) và Kệ tụng (gồm 10 bài kệ tụng và bốn phần Tín-Giải-Phụng-Hành, nhằm chỉ rõ phương pháp tu tập Bát-nhã). Đề cập đến ý nghĩa của Bát Nhã Tâm Kinh, Thiền sư Thanh Đàm viết: "Bát Nhã Tâm Kinh là Tâm Tông của chư Phật, là cốt tủy của các kinh, là tuệ mạng của Bồ tát Đại thừa, là bản nguyên của Pháp giới chúng sanh. Bát Nhã sanh ra tất cả Như Lai, đáng được gọi là mẹ trí, phô diễn tạng giáo ba thừa, thật đáng mang hiệu vua tâm. Nghe đâu Kinh nầy được trích từ Kinh Đại Bát Nhã, văn tuy rất giản dị mà diệu nghĩa tròn đầy trùm khắp, lý thật nhiệm mầu để cho chân không hiển lộ. Pháp ấn nầy Phật Phật truyền nhau, tuệ đăng nầy Tổ Tổ trao nhau."